# Peter Punk (gruppo musicale)
I Peter Punk sono un gruppo musicale punk rock italiano formatosi a Roncade (Treviso) nel 1994.

## Storia del gruppo
La band si forma nel 1994, costituito, dopo una serie di cambiamenti iniziali di line-up, da Nicolò Gasparini, Ettore Montagner, Stefano Fabretti e Nicola Brugnaro. Dopo aver registrato un demo nel dicembre del 1998, Cornflakes, e alcuni brani nel 1999 (destinati ad apparire nelle raccolte Great Time for Agitato Records, Tre Venezie: Skins & Punx United!, Astropunkers 2000, Kings of Punk), nel luglio del 2000 pubblicano, registrandolo in una settimana, il loro primo disco, che porta lo stesso nome della band.. Viene pubblicato per la Agitato Records, etichetta fondata due anni prima dal cantante Nicolò Gasparini.
Nel 2001 pubblicano uno split con i Moravagine (Peter Punk vs. Moravagine) e l'anno successivo esce il secondo album Ruggine?.
In seguito alla pubblicazione del loro terzo album, XI, il gruppo entra in uno stato di crisi che determinerà infine lo scioglimento dello stesso, che avviene nel 2004. Dopo lo scioglimento, i componenti hanno fondato due nuove formazioni musicali: l'ex cantante ha formato gli Scacciapensieri, mentre i tre musicisti hanno dato vita alle Cattive Abitudini.
Nel 2010, dopo sei anni di silenzio, decidono di tornare sul palco per un tour che tocca diverse località del nord Italia.
Il 10 luglio 2013 il gruppo ha annunciato in via definitiva il ritorno sulle scene musicali.
Il 24 novembre 2014 esce l'album Il seme della follia per La Grande V Records, prodotto insieme Ryan Greene.
Nel 2020 Nicolò e Stefano annunciano il ritorno del gruppo per riproporre i vecchi brani in versione acustica, accompagnati da un terzo componente alla batteria.

## Formazione
- Nicolò Gasparini – chitarra elettrica e voce
- Stefano Fabretti – chitarra elettrica
- Ettore Montagner – basso
- Nicola Brugnaro – batteria

## Discografia

### Album in studio
- 2000 – Peter Punk
- 2002 – Ruggine?
- 2004 – XI
- 2014 – Il seme della follia

### Split
- 2001 – Peter Punk vs. Moravagine (con i Moravagine)

### Raccolte
- 2003 – Sarò pornostar

### Demo
- 1998 – Cornflakes